# Collo Collo
Collo Collo (auch: Kkollu Kkollu) ist eine Streusiedlung im Departamento La Paz im südamerikanischen Andenstaat Bolivien.

## Lage im Nahraum
Collo Collo liegt in der Provinz Los Andes und ist zentraler Ort im Cantón Collo Collo im Municipio Laja. Die Ortschaft liegt auf einer Höhe von 3915 m an der Quebrada Marca, die unmittelbar südlich der Ortschaft in den Río Guaquira mündet, fünfundzwanzig Kilometer südöstlich des Titicacasees, von hier aus erstreckt sich nach Südosten die weite Ebene des bolivianischen Hochlandes über El Alto und Calamarca hinaus.

## Geographie
Collo Collo liegt auf dem bolivianischen Altiplano zwischen den Anden-Gebirgsketten der Cordillera Occidental im Westen und der Cordillera Central im Osten. Das Klima der Region ist semihumid und ein typisches Tageszeitenklima, bei dem die mittleren Temperaturschwankungen im Tagesverlauf deutlicher ausfallen als im Jahresverlauf.
Die mittlere Durchschnittstemperatur der Region liegt bei 9 °C (siehe Klimadiagramm Batallas), die Monatsdurchschnittswerte schwanken nur unwesentlich zwischen 6 °C im Juli und 10 °C im November und Dezember. Der Jahresniederschlag beträgt etwa 600 mm, die Monatsniederschläge liegen zwischen unter 15 mm in den Monaten Juni bis August und zwischen 100 und 120 mm von Dezember bis Februar.

## Verkehrsnetz
Collo Collo liegt 62 Straßenkilometer westlich von La Paz, der Hauptstadt des Departamentos.
Von La Paz aus führt die asphaltierte Nationalstraße Ruta 2 in westlicher Richtung nach El Alto und weitere fünf Kilometer in nordwestlicher Richtung. Dann zweigt die Ruta 1 nach Südwesten ab und führt über Laja und Quellani vorbei an Tambillo weiter nach Guaqui am Titicacasee und nach Desaguadero an der Grenze zu Peru.
Von Laja aus sind es nach Südwesten 21 Kilometer bis zur Puente Gualquira, und 300 Meter vor dieser Brücke über den Río Gualquira zweigt eine unbefestigte Nebenstraße nach Nordwesten ab und erreicht Collo Collo nach zwei Kilometern.

## Bevölkerung
Die Einwohnerzahl der Ortschaft ist in dem Jahrzehnt zwischen den beiden letzten Volkszählungen auf mehr als das Doppelte angestiegen:
| Jahr | Einwohner         | Quelle       |
| ---- | ----------------- | ------------ |
| 1992 | keine Detaildaten | Volkszählung |
| 2001 | 142               | Volkszählung |
| 2012 | 317               | Volkszählung |
| 2024 |                   | Volkszählung |

Die Region weist einen hohen Anteil an Aymara-Bevölkerung auf, im Municipio Laja sprechen 97,2 Prozent der Bevölkerung Aymara.